# Tom Thorpe
Tom Thorpe (Manchester, 13 de enero de 1993) es un futbolista inglés. Juega de defensor y su actual equipo es el ATK de la Superliga de India.

## Características
Aunque naturalmente es un defensor central, puede jugar como mediocampista.

## Selección
- Ha sido internacional con las selecciones Sub-21, Sub-20, Sub-19, Sub-18, Sub-17 y Sub-16 en 26 ocasiones anotando 1 gol.

Fue nombrado capitán de la Selección Sub-19.
- Ganó el Campeonato de Europa Sub-17 de la UEFA en 2010.

## Clubes
| Club                            | País       | Año           |
| ------------------------------- | ---------- | ------------- |
| Manchester United               | Inglaterra | 2011 - 2014   |
| Birmingham City F. C. (Cedido)  | Inglaterra | 2014          |
| Manchester United               | Inglaterra | 2015          |
| Rotherham United F. C.          | Inglaterra | 2016          |
| Bradford City A. F. C. (Cedido) | Inglaterra | 2016          |
| Bolton Wanderers F. C. (Cedido) | Inglaterra | 2017          |
| Rotherham United F. C.          | Inglaterra | 2017          |
| ATK                             | India      | 2018-presente |